# Idaea nocturna
Idaea nocturna là một loài bướm đêm trong họ Geometridae.